# Kviddtjärnen (Grythyttans socken, Västmanland, 661080-143952)
Kviddtjärnen är en sjö i Hällefors kommun i Västmanland och ingår i Göta älvs huvudavrinningsområde.